# Luminozitás
A luminozitás valamely égitest – általában csillag – egy meghatározott időtartam alatt kibocsátott összsugárzása. Igen gyakran a Nap összsugárzásának egységében fejezzük ki, például: az Achernar nevű csillag luminozitása 780-szor nagyobb a Napénál. Ilyen módon a Nap luminozitása a csillagok energiatermelésének egyfajta egysége. Egy csillag luminozitása és abszolút fényessége összefüggenek, és az egyikből a másik kiszámítható. A luminozitás az égitestek egy fizikai állapothatározója.
Kiszámítása:
{\displaystyle L=4\pi R^{2}\cdot \sigma T^{4}}
Mértékegysége: W (Watt) 
- T a felszíni hőmérséklet,
- R  a csillag sugara,
- σ a Stefan–Boltzmann-állandó